# Sentica discistrigella
Sentica discistrigella är en fjärilsart som beskrevs av Walker 1863. Sentica discistrigella ingår i släktet Sentica och familjen säckspinnare. Inga underarter finns listade i Catalogue of Life.